# بني بوحلو (بني بوحلو)
بني بوحلو هو دُوَّار يقع بجماعة بني سلمان، إقليم شفشاون، جهة طنجة تطوان الحسيمة في المملكة المغربية. ينتمي الدوّار لمشيخة بني بوحلو التي تضم 5 دواوير. يقدر عدد سكانه بـ 474 نسمة حسب الإحصاء الرسمي للسكان والسكنى لسنة 2004.

## روابط خارجية
- البوابة الوطنية للجماعات الترابية نسخة محفوظة 12 مارس 2018 على موقع واي باك مشين.
- المندوبية السامية للتخطيط